# Aage Rou Jensen
Aage Rou Jensen (* 24. September 1924 in Aarhus; † 8. Juni 2009 ebenda) war ein dänischer Fußballspieler.
In seiner Karriere spielte der Stürmer ausschließlich für Aarhus GF und kam für diesen Verein auf über 410 Spiele, in denen er 89 Tore erzielte. Mit seiner Mannschaft gelangen ihm vier Meisterschaften (1955, 1956, 1957 und 1960) sowie drei Pokalsiege (1955, 1957 und 1960).
Neben einem dänischen U-21-Länderspiel und 7 B-Länderspielen bestritt er für die dänische Nationalmannschaft 30 Länderspiele, in denen er 11 Tore schoss. Er war auch Reservespieler für das dänische Team während der Olympischen Sommerspiele 1952.
Nach seiner aktiven Karriere blieb er seinem Verein treu und wurde dessen Manager.